# Grand Prix – Tassarna på gasen
Grand Prix – Tassarna på gasen (engelska: Grand Prix of Europe) är en brittisk-tysk animerad komedifilm från 2025. Filmen är regisserad av Waldemar Fast efter ett manus skrivet av Kirstie Falkous, David Ginnuttis och Greg Grabianski.
Filmen har biopremiär i Sverige den 3 oktober 2025, utgiven av Scanbox Entertainment.

## Handling
Filmen handlar om Edda, en ung mus med stora drömmar, som tar chansen att tävla i Grand Prix utklädd till sin hjälte, Ed. Syftet är att bevisa att även den minsta föraren kan göra det största avtrycket.

## Rollista (i urval)

### Engelska originalröster
- Thomas Brodie-Sangster – Ed
- Gemma Arterton – Edda
- Hayley Atwell – Cindy
- Lenny Henry – Erwin
- Rob Beckett – Enzo
- Colin McFarlane – Nachtkraab
- David Menkin – Magnus

### Svenska röster
- John Lundvik, Hanna Hedlund, Erik Segerstedt, Nanne Grönvall, Nassim Al Fakir, Johan Hedenberg, Andreas Nilsson, Fredrik Hiller, Pablo Cepeda, Kim Sulocki, Vivian Cardinal, Janne Blomqvist[15]